# رايتو
رايتو هي قرية إيطالية صغيرة (فراتسيوني) تابعة لبلدية فيتري سول ماري في مقاطعة سلرنو، كمبانية، وتعد جزء من ساحل أمالفي، ويبلغ عدد سكانها 996 نسمة.